# مناهج المفسرين
مناهج المفسرين أو اتجاهات المفسرين أحد علوم القرآن الكريم ، و يُقصد به معرفة طرق المفسرين و اتجاهاتهم التي ساروا عليها و التزموها في تفسير القرآن.، وله أهمية في إبراز القيمة العلمية للتفسير، و إبراز إيجابيات التفسير وكيفية الاستفادة منها. وبيان الملاحظ على التفسير ليتجنبها القارئ.

## تعريف مناهج المفسرين

### تعريف منهج لغة
(نهج) الطريق نهجا ، ونهوجا : وضح واستبان ومنهج الطريق وضوحه.و (المنهاج) كالمنهج ، وفي التنزيل (لكل جعلنا منكم شرعة ومنهاجاً) من الآية 48 سورة المائدة. والمنهاج الطريق الواضح واستنهج الطريق صار نهجاً. يُقال :هذا نهجي لا أحيد عنه.
ويرى احد الباحثين : " بعد فحص دقيق لكلام جملة من الاعلام حول المعنى اللغوي انّ عباراتهم لم تكن على وفاق في تحديد المعنى الدقيق للّفظ: فكان كلامهم يدور بين أن يكون (النهج) معناه :(الوضوح) او (الطريق الواضح)، فالأصل في مادة (نهج) هو كون شيء ما واضحا بيّنا. وَعليه: فإنّ دلالة لفظ (نهج) تختلف عن دلالة لفظ (منهج) ؛ فالأول يعني (وَضَح) ، والثاني يتوقف على مورد الاستعمال فيُقدّر له بـ(الأمر) أعمّ من ان يكون الطريق وغيره ، فالمنهج: هو الامر الواضح ، واما المنهاج: فهو خصوص الطريق الواضح، وبتعبير أقرب لمعنى بُنْيَة اللّفظ هو الخطة المرسومة والبرنامج الواضح لما يوحيه اللفظ من معاني: الاستمرار والبروز والظهور بامتداد وتوالي" 

### تعريف منهج اصطلاحاً
المنهج هو الطريق الواضح في التعبير عن أي شيء أو في عمل شيء أو في تعلم شيء طبقاً لمبادئ معينة وبنظام معين بغية الوصول إلى غاية معينة .

### تعريف مناهج المفسرين
هي الخطة المحددة التي وضعها المفسر عند تفسيره للقرآن الكريم، والتي انعكست على تفسيره الذي كتبه، وصارت واضحة فيه، وهي على قواعد وأسس، وتتجلى في أساليب وتطبيقات. أو هو ذلك العلم الذى يبحث فيه عن طرق المفسرين، في تناولهم بيان المراد من النص القرآني ، والحكم على كل طريقة من طرق هؤلاء المفسرين، بالصواب أو الخطأ، كما يبحث فيه عن تتمات لا بد منها، تتعلق بالتفسير والمفسرين، كتعريف التفسير، وأقسامه، ومصادره، وشروطه، وفائدته، ووجه الحاجة إليه، والفرق بينه وبين التأويل، وغير ذلك.
اما (منهاج المفسر): هو الطريق والمسلك الواضح في خطوات برنامجه وتماسك عناصره وآلياته وادواته بما يظهر نجاح تطبيق العملية التفسيرية من خلال سلامة نتائجها. وهو يكشف عنه الدارسون والباحثون حسب المعايير المنهجية والتفسيرية. وعليه قد يختلف الدارسون في تحديد الجزئيات والكشف عن تفاصيل مكونات البرنامج التفسيري (منهاج المفسر) لأسباب عديدة؛ منها: اختلاف مستوياتهم العلمية؛ واختلافهم في مهارة البحث والاستكشاف؛ واختلافهم في كيفية استعمال المعايير والموازين؛ واختلافهم في مراعاة الحياد والتحلي بالموضوعية بالترفع عن التعصب والتحيز من الناحية العلمية والناحية الاخلاقية ... الى غير ذلك من الاسباب.

### المصطلحات المرادفة
بعض الباحثين يطلق على مناهج المفسرين "اتجاهات المفسرين" ،  و يرى بعض الباحثين أن الاتجاهات و المناهج مترابطة ، لكن الأولى الفصل بينهما ، فالمنهج هو الطريقة ، أما الاتجاه فيبحث في الوجهة العلمية للمفسِّر. فمثلاً تفسير "البحر المحيط " لأبي حيان الأندلسي يغلب عليه الاتجاه النحوي ، وليس معنى هذا أن تفسيره ليس فيه فقه أو لغة أو أثر.

## أهميته
مناهج المفسرين تقدم للباحث القواعد والآداب والضوابط والتوجيهات التي لابد منها في علم التفسير، كما تقدم له الأسس المنهجية الموضوعية التي لابد من الانطلاق منها في عالم التفسير، وهي تحدّث الدارس عن نشأة علم التفسير، ومدارس التفسير واتجاهاته في العالم الإسلامي، وتعرفه على أشهر التفاسير وأئمة المفسرين، وتحدد له مناهجهم وطرائقهم في التفسير، وبذلك يكون للدارس إلمام بعلم التفسير ورجاله وتراثه ومناهجه، وهذا يحفزه على الدراسة المفصلة لكتب التفسير.

## فوائد البحث في مناهج المفسرين
1. إبراز القيمة العلمية للتفسير، فنعرف ما الذي يمكن أن نستفيده من هذا التفسير دون غيره، وهل هو تفسير مهم أم أن غيره يغني عنه.
2. إبراز إيجابيات التفسير وكيفية الاستفادة منها.
3. إبراز الملاحظ على التفسير ليتجنبها القارئ.
4. إبراز الفروق في العلوم التي يطرحها كل مفسر.
5. إبراز الفروقات بين الاتجاهات العلمية في التفسير سواء كانت فقهية أو علمية.
6. معرفة الطريقة التي سار عليها المفسر والاستفادة منها.
7. كشف الاتجاهات المنحرفة في التفسير.[2][3]

## نشأة مناهج المفسرين
أول من كتب معرّفاً بالتفاسير وأصحابها هو محمد حسنين الذهبي في كتابه ( التفسير والمفسرون) في بداية الأربعينيات ،استعرض فيه أهم التفاسير و مناهج أصحابها منذ عصر الصحابة حتى العصر الحالي.

## أشهر المؤلفات في مناهج المفسرين
- بهجة الناظرين في مناهج المفسرين ، توفيق علوان ، مكتبة الرشد، الطبعة الأولى (1426هـ) ،
- التفسير والمفسرون ،  محمد حسين الذهبي .(طبع في عدة دور) .
- مناهج المفسرين ،إبراهيم بن صالح بن عبدالله الحميضي، دار ابن الجوزي - الدمام،(1440هـ).
- تعريف الدارسين بمناهج المفسرين ، صلاح عبد الفتاح الخالدي ، دار القلم -دمشق ، (1429 هـ -2008م).
- بحوث في أصول التفسير ومناهجه ، فهد الرومي ، مكتبة التوبة ، 1419 هـ.
- مناهج المفسرين (القسم الأول : التفسير في عصر الصحابة )، مصطفى مسلم ، دار المسلم.
- مناهج المفسرين ، أحمد بن محمد الشرقاوي ، مكتبة الرشد.(2004).
- مناهج المفسرين من العصر الأول إلى العصر الحديث، محمود النقراش السيد علي، مكتبة النهضة.
- مناهج المفسرين ، منيع عبد الحليم محمود، دار الكتاب المصري.
- مناهج المفسرين ، مساعد مسلم آل جعفر، دار المعرفة.
- اتجاهات التفسير في القرن الرابع عشر الهجري ، فهد بن عبد الرحمن الرومي ، عدة دور منها مؤسسة الرسالة ، 1407 هـ .
- المفسرون مدارسهم ومناهجهم، فضل حسن عباس، الطبعة الأولى، 1427هـ، دار النفائس.
- التفسير والمفسرون في العصر الحديث ،عبد القادر محمد صالح ، مطبوع في 492 صفحة ، دار المعرفة .
- دراسات ومباحث في تاريخ التفسير ومناهج المفسرين ، حسن يونس حسن عبيدو ، مركز الكتاب للنشر ، القاهرة .
- التفسير والمفسرون في العصر الحديث ،عبد القادر محمد صالح ، دار المعرفة .
- التفسير والمفسرون في غرب أفريقيا ، محمد بن رزق بن طرهوني ، دار ابن الجوزي .
- مذاهب التفسير الإسلامي  للمستشرق جولد زيهر ترجمة ، عبد الحليم النجار ، دار اقرأ ، بيروت .

## وسائل معرفة اتجاهات المفسرين
معرفة منهج المفسر تحصل بوسائل متعددة من أهمها: 
1. قراءة مقدمة أو خطبة المفسِّر ، فبعض المفسرين يذكر منهجه في التفسير في مقدمة تفسيره.
2. قراءة الكتاب ومعرفة الاتجاه بالاستقراء.
3. قراءة الكتب المؤلفة في اتجاهات التفسير .[12]

## مناهج المفسرين
1. التفسير بالمأثور.
2. التفسير الأثري النظري.
3. التفسير بالرأي المحمود
4. التفسير بالرأي المذموم
5. التفسير الصوفي النظري[13]

ويذكر بعض الباحثين أبرز اتجاهات التفسير في العصر الحديث :
1. الاتجاه الأثري.
2. الاتجاه العلمي.
3. الاتجاه العقلي.
4. الاتجاه التوفيقي.
5. الاتجاه الدعوي.[14]

وهناك من المفسرين من يغلب في منهج تفسيره إيراد فن من الفنون مثل  :
- مسائل الإعراب و ذكر الخلافات النحوية : كالزجاج و الواحدي و أبي حيان.
- ومنهم من عُنِيَ بتقرير الأدلة الفقهية والرد على من خالف مذهبه كالجصاص.[15]